# Henriksenia thienemanni
Henriksenia thienemanni är en spindelart som först beskrevs av Eduard Reimoser 1931.  Henriksenia thienemanni ingår i släktet Henriksenia och familjen krabbspindlar. Inga underarter finns listade i Catalogue of Life.